# Wolf Spemann
Hanns Wolf Spemann (* 3. Juli 1931 in Frankfurt am Main; † 14. September 2023) war ein deutscher Hochschullehrer, Zeichner, Bildhauer und Objektkünstler.

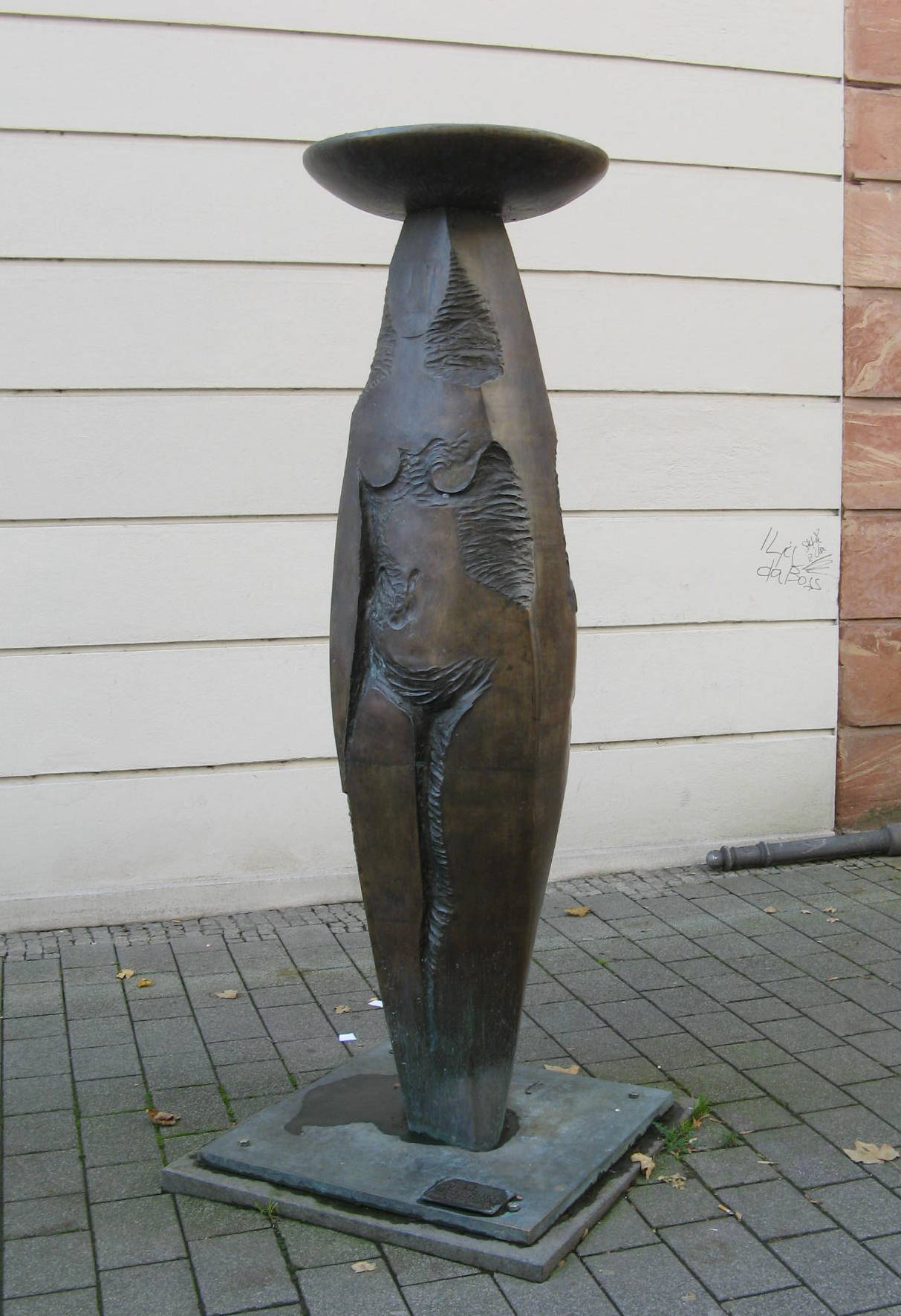
Sizilianische Marktfrau

## Leben
Spemann studierte in den Jahren 1951 bis 1955 an der Werkkunstschule Wiesbaden in Wiesbaden bei Erich Kuhn und wechselte danach an die Kunstakademie Düsseldorf, wo er bis 1957 bei Ewald Mataré lernte. Ab 1957 besaß Spemann ein Atelier in Wiesbaden und war 1955 Gründungsmitglied des Berufsverbands Bildender Künstler Wiesbaden e.V.
Ab 1963 nahm Spemann eine Lehrtätigkeit am Pädagogischen Fachinstitut Wiesbaden auf und promovierte über das Thema Plastisches Gestalten – Anthropologische Aspekte. Seit 1965 war er Vorstandsmitglied im Klingspor-Museum in Offenbach am Main; dieses Ehrenamt übte er bis zum Jahr 2012 aus. In den Jahren zwischen 1975 und 1993 bekleidete er eine Professur für Kunstpädagogik an der Johann Wolfgang Goethe-Universität Frankfurt am Main.
Von 1991 bis 1995 war er Vorsitzender der Arbeitsgemeinschaft Friedhof und Denkmal (AFD) und des Museums für Sepulkralkultur in Kassel. Zusammen mit Arnold Gorski und Johannes Ludwig war Spemann 2012 einer der Gründer der Kunstarche Wiesbaden, eines eingetragenen Vereins, der u. a. die Hinterlassenschaften Wiesbadener Künstler archiviert, katalogisiert und Ausstellungen ausrichtet.
Er verstarb am 14. September 2023.

## Auszeichnungen
- 1998 Silberne Bürgermedaille der Landeshauptstadt Wiesbaden
- 1998 Verleihung der Dr. Franz-Gurk-Plakette, Karlsruhe
- 2001 Kulturpreis der Landeshauptstadt Wiesbaden

## Werk

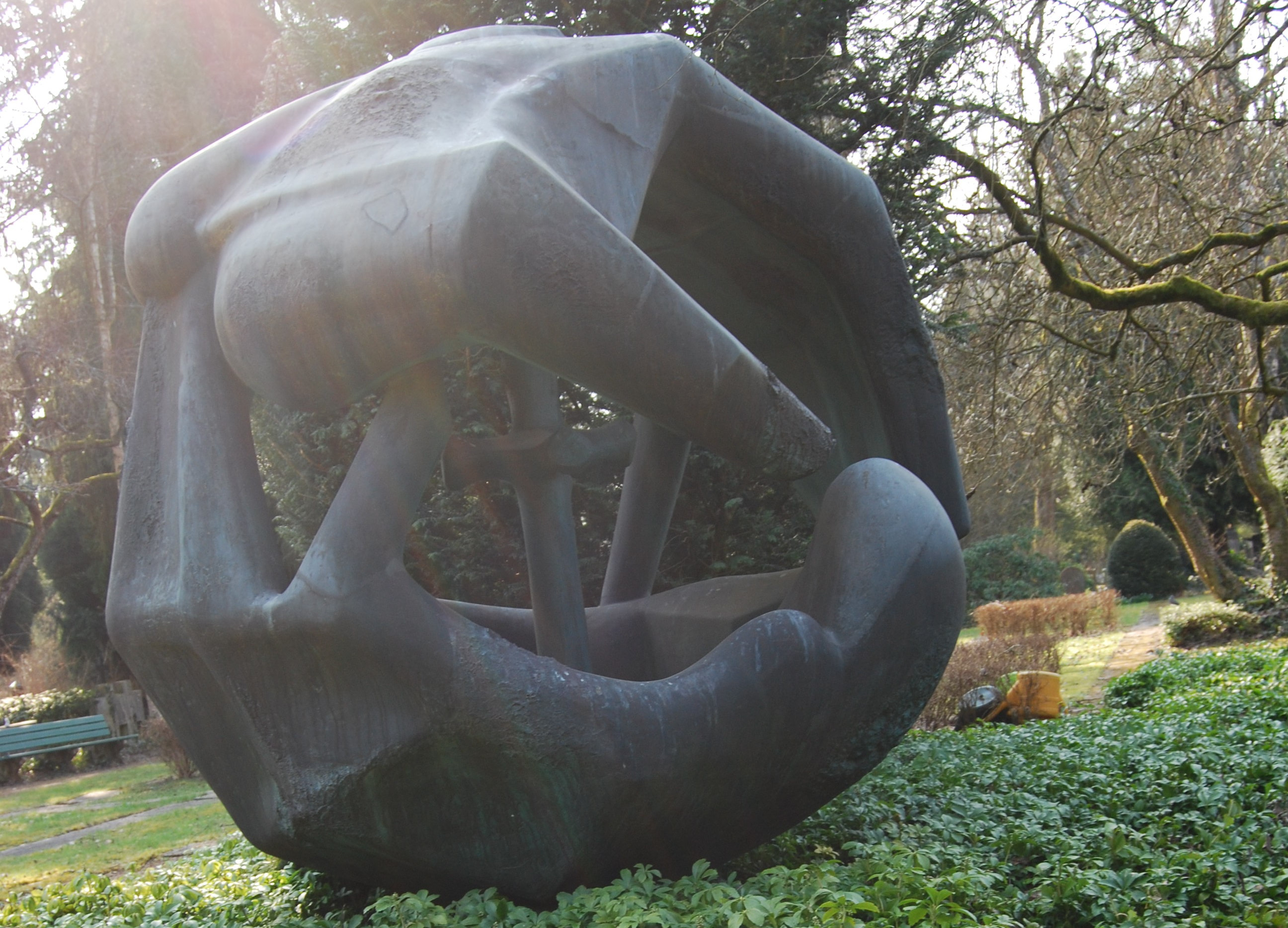
Hände und Kreuz, 1975, Bronze, auf dem Nordfriedhof in Wiesbaden

### Themen und Sujets
Zu den künstlerischen Arbeiten Spemanns gehören „Plastiken aus verschiedenen Materialien (…) seit den 70er Jahren auch Objekte mit vorwiegend gesellschaftskritischem und politischem Hintergrund“. Hierzu zählt beispielsweise das Werk Auf Messers Schneide, mit dem er 1988 gegen „die Verharmlosung der Atomkraft“ Stellung bezog. Oft verarbeitete Spemann „überraschende Fundstücke und Materialverbindungen, welche die Faszination der Arbeiten ausmachen oder die eigene Wahrnehmung irritieren.“

### Formen und Materialien
Die meisten plastischen Arbeiten von Wolf Spemann behandeln das Thema des Menschen; die Grundformen Kreis, Rad und Kugel nehmen Themen wie „Paarbeziehungen, Bewegung und Tod“ auf, wobei immer „das Sinnliche, das Haptische“ eine zentrale Rolle spielt.
Spemann arbeitete mit den Materialien Stein, Metall, Holz, Keramik, Naturmaterial, Kunststoff und Bronze.

### Interpretation
Spemanns Skulpturen leben von der Deduktion, die durch „Stilisierungen“ und durch eine „bis zum Symbol reduzierte Darstellung“ erreicht wird, die bereits die Formensprache seiner Lehrer kennzeichnete. Hierdurch schuf Spemann „zeitlose Sinnbilder der komplexen Zusammenhänge des Seins.“

## Künstlerische Tätigkeit
Das Werk Spemanns wurde bisher in ca. 54 Einzelausstellungen und zahlreichen Ausstellungsbeteiligungen gewürdigt.

### Einzelausstellungen
- 1968 Dieter Kliesch, Aquarelle; Hanns Wolf Spemann, Plastiken, Kunstkabinett Behr & Trefz, Offenbach
- 1972 Deutsches Kulturinstitut, Ankara; Deutsches Kulturzentrum Istanbul
- 1979 Kirche St. Egidien, Nürnberg
- 1987 Direktkunst – Plastiken und Objekte, Oberhessisches Museum, Gießen
- 1998 Kugel, Rad Pendel, Museum am Lindenbühl, Mühlhausen/Thüringen; auch: Museum für Sepulkralkultur, Kassel
- 2007 Plastiken und Objekte 2007, Retrospektive 1957–2007, Galerie Winter, Bellevue-Saal, Foyer im Rathaus, alle Wiesbaden.

### Kunst im öffentlichen Raum
- 1966 Urberufe der Menschheit, Kreisberufsschule Geisenheim, Bronze
- 1975 Hände und Kreuz, Gedenkstätte der Diakoniegemeinschaft Paulinenstift auf dem Nordfriedhof
- 1984 Sizilianische Marktfrau, Bronze, 2010 in der Karl-Glässing-Straße in Wiesbaden aufgestellt
- 1982 Weihnachtskrippe in der evangelischen Marktkirche, Wiesbaden, Lindenholz

## Publikationen (Auswahl)
- Plastisches Gestalten – anthropologische Aspekte, Olms, Hildesheim 1984, 1990, ISBN 3-487-07571-7 (Dissertation)
- Direktkunst – Plastiken – Objekte, Wiesbaden 1987 (Ausstellungskatalog)
- Kugel, Rad und Pendel, Mühlhausen und Kassel 1998, ISBN 3-924447-15-2 (Ausstellungskatalog)
- Vignetten von Wolf Spemann, bibliophiles Postkartenbuch, Reiß, Wiesbaden, 2006, ISBN 3-928085-41-7